# 천안봉서중학교
천안봉서중학교(天安鳳棲中學校)는 대한민국 충청남도 천안시 서북구 쌍용동에 있는 공립 중학교이다.

## 학교 연혁
- 1991년 7월 1일 : 천안봉서중학교 설립인가(30학급)
- 1992년 3월 5일 : 제1회 입학(10학급 503명)
- 1992년 12월 6일 : 개교식(현 교사 준공)
- 2022년 3월 1일 : 제11대 김덕원 교장 부임
- 2025년 1월 8일 : 제31회 졸업식 127명(졸업생수 12,460명)
- 2025년 3월 4일 : 제34회 입학식(남 70명, 여 78명 총 6학급 148명)

## 참고 자료
- 천안봉서중학교 - 한국교육학술정보원 학교알리미